# アントニオ・フォンタネージ
アントニオ・フォンタネージ（Antonio Fontanesi 1818年2月23日 - 1882年4月17日）は、イタリアの画家。
1876年（明治9年）に日本で開校した工部大学校のお雇い外国人教師で、日本人に洋画を指導した。

## 略歴
イタリア北部のレッジョ・エミリアに生まれる。市立の美術学校で古典的な風景画を学び、舞台背景や壁画装飾を手がける。1848年の第一次イタリア独立戦争にも従軍したが、ガリバルディの解放軍の敗北によってスイスのルガノへと逃れ、1850年からはジュネーヴに移りアトリエを開設する。戦後にはスイスをはじめとしてヨーロッパ各地を放浪し、風景画で生計を立てながら孤独とロマンティズムを身につけていったことが、後の叙情的な作風につながっていった。
1855年にはフランスのパリに赴き、バルビゾン派の影響を受ける。また、オーギュスト・ラヴィエ（fr:François-Auguste Ravier）らリヨン派の画家とも交流を深め、ロマン主義的な作風が完成した。フィレンツェで印象主義を学び、1869年にはトリノの王立アルベルティナ美術学校で風景画教師を務める。
58歳のとき芸術を含めヨーロッパの近代文明の導入をはかっていた太政官政府（明治政府）に、お雇い外国人として招かれ、工部大学校の画学教師になる。だが西南戦争後の政府が財政難に陥ったため、フォンタネージは思うような指導ができないと見切りを付け、また病により体調が悪化したために1878年（明治11年）9月に帰国した。帰国後は再びアルベルティナ美術学校教師を務め、1882年にトリノで死去。

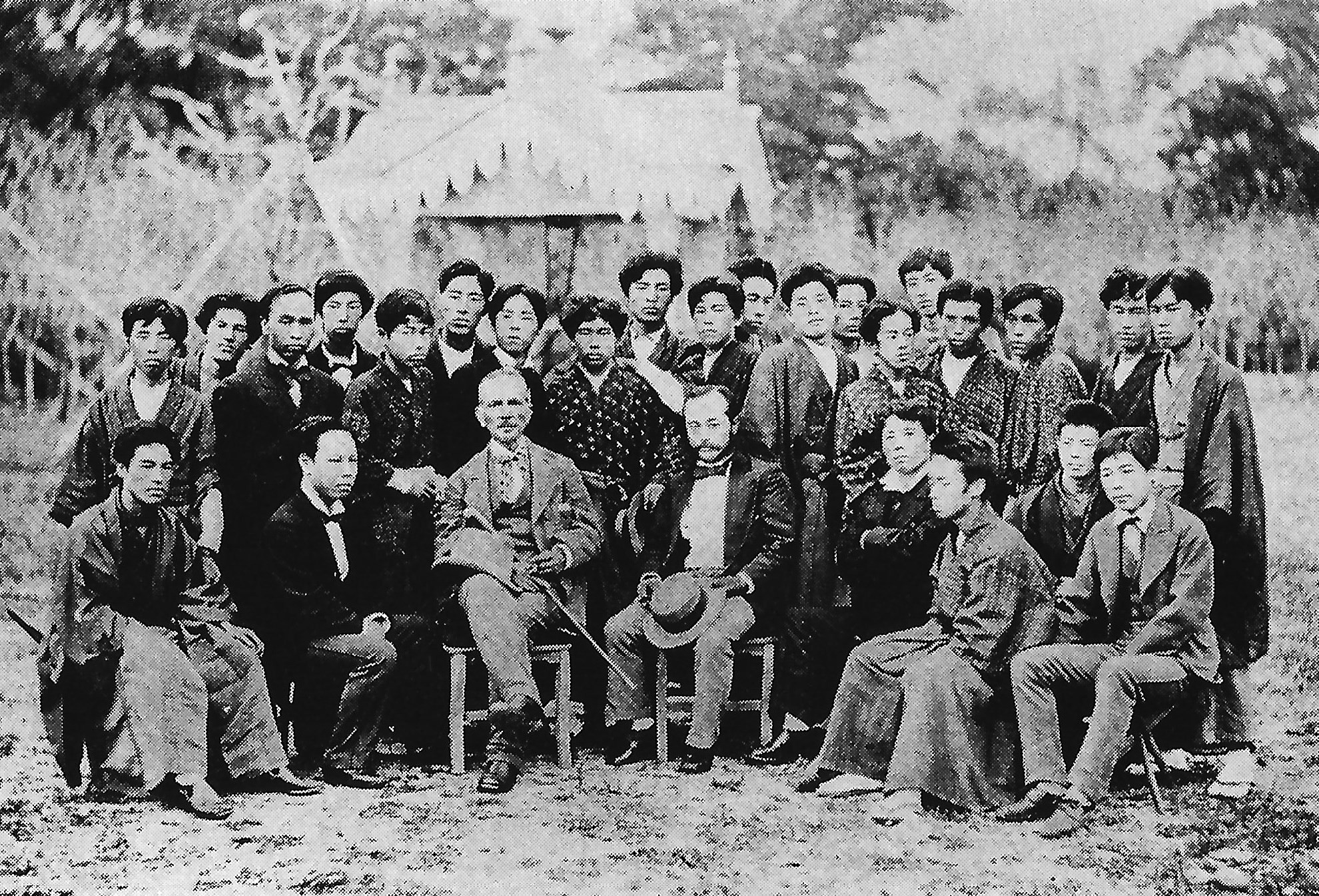
工部美術学校の送別写真（1878年）フォンタネージ（前列左から3番目の人物）の真後ろが小山正太郎、その向かって右が松岡寿

## 日本への影響
フォンタネージの在日期間は短かったが、本格的な美術教育を行い、その力量は高く評価されていた。指導を受けた当時の在学者には浅井忠、五姓田義松、小山正太郎、松岡寿、山本芳翠など、後に明治期の洋画界で活躍した人物が多数いた。女性も入学でき、ニコライ堂のイコンで知られる山下りんも在学者であった。
フォンタネージの帰国に失望した画学科生の多数が退学し、十一会を設立した。また、アーネスト・フェノロサや岡倉覚三（天心）などの活動により西洋美術より日本美術への関心が高まったため、工部美術学校もやがて廃校になり、洋画家にとっては苦難の時代を迎えた。

## ギャラリー

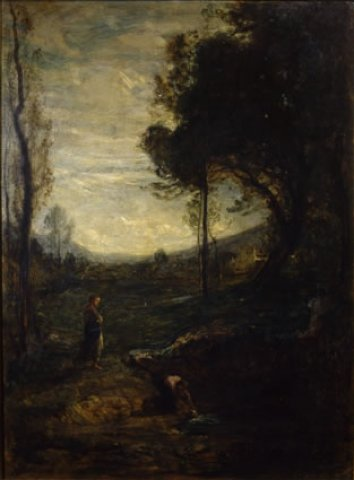
Alla Fontana
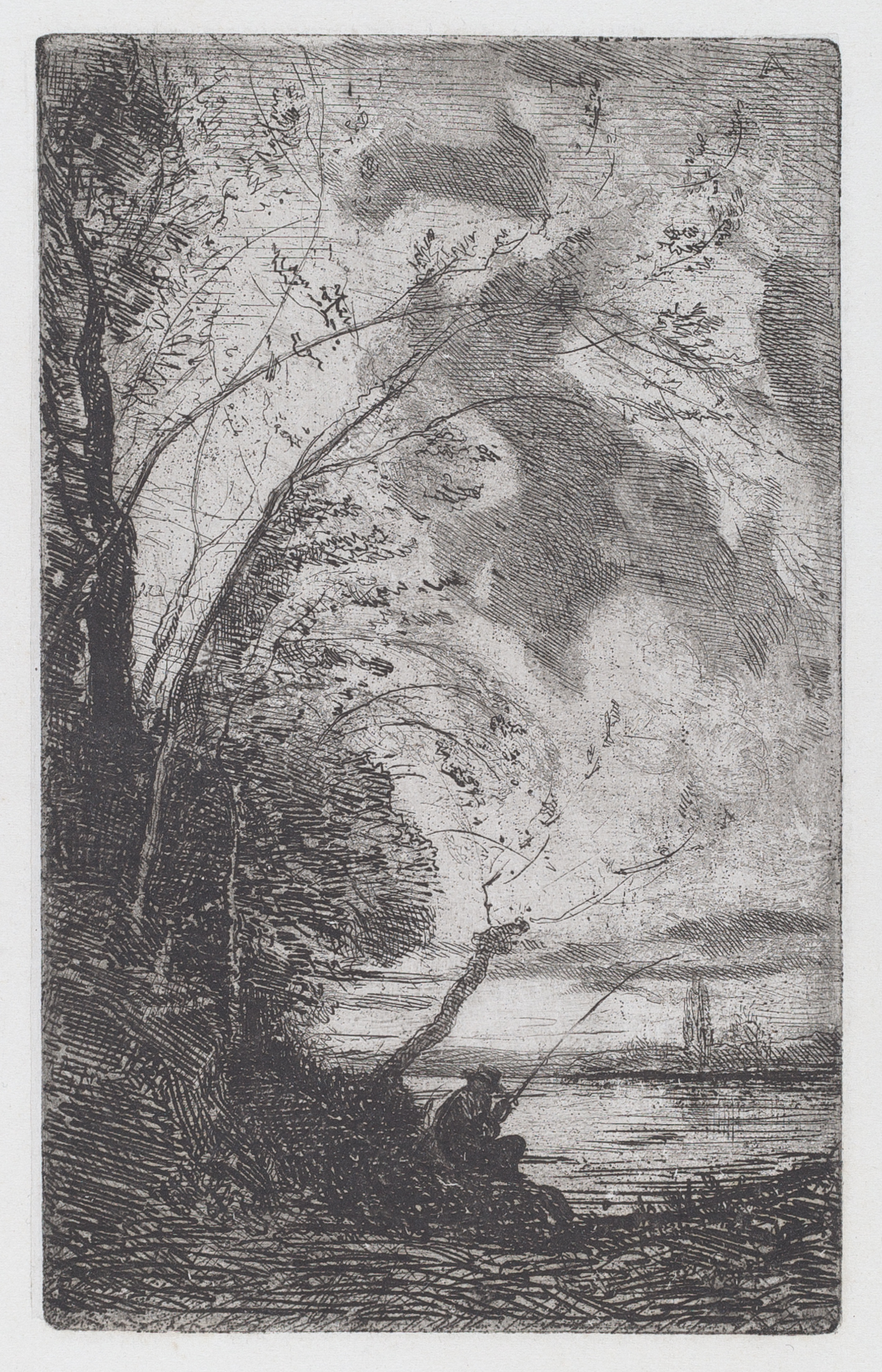
版画岸辺の釣り人
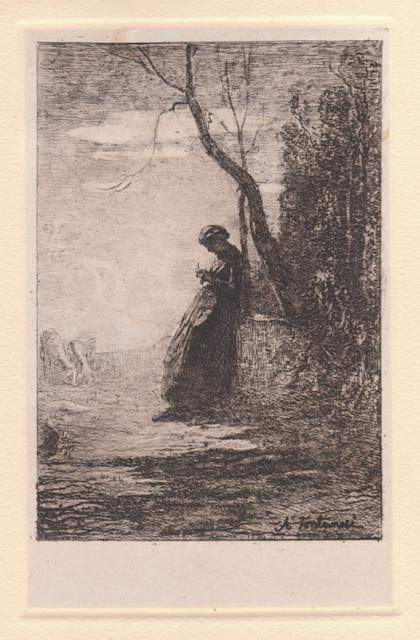
版画春の陽ざし

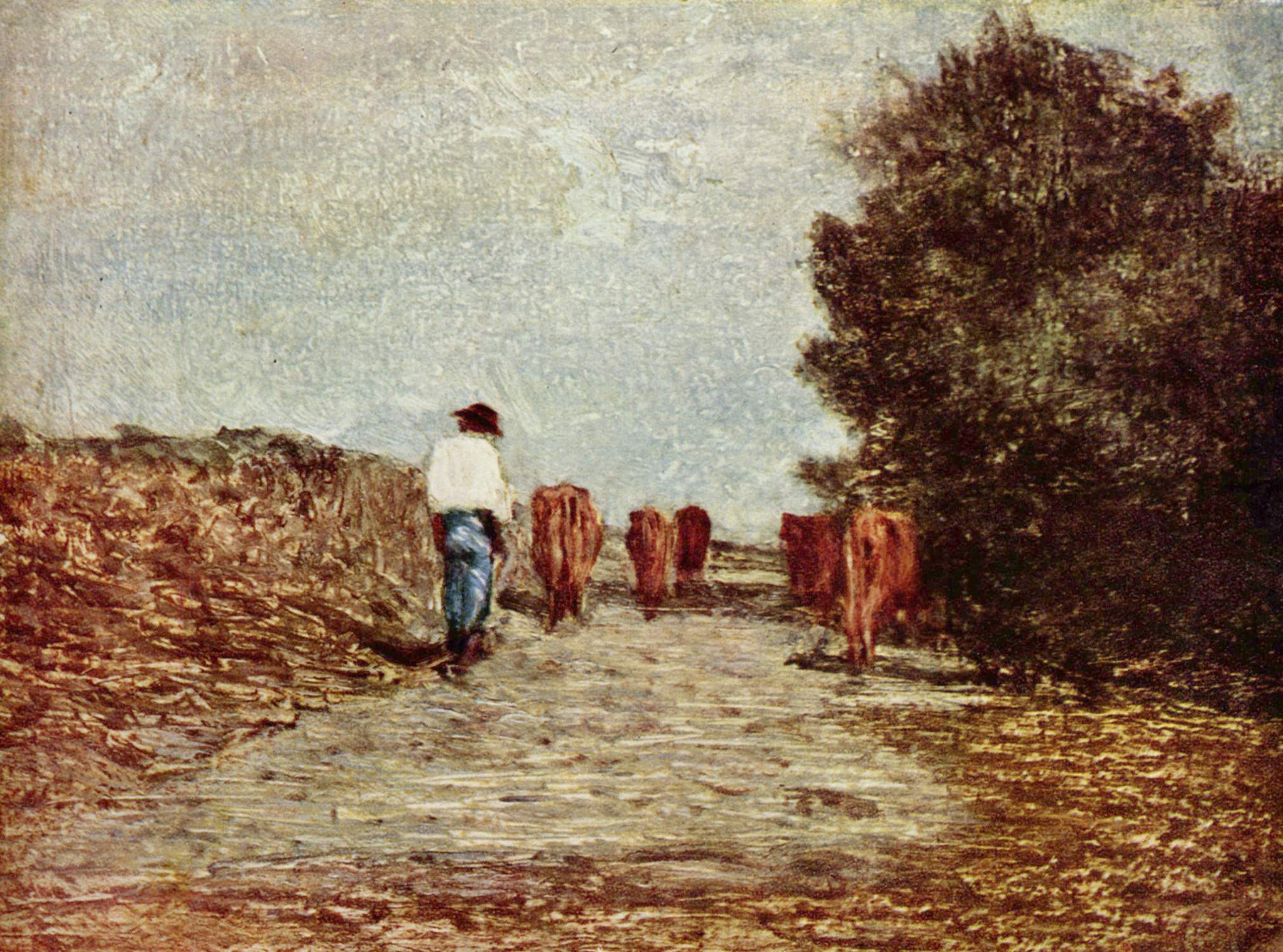
Ritorno dal pascolo
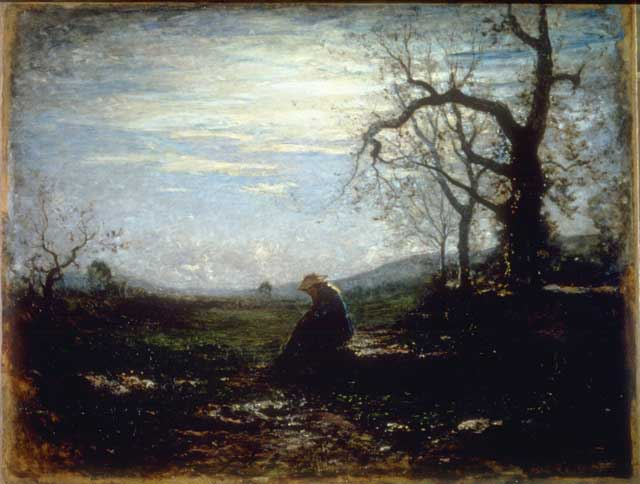
La Solitudine   (1876)
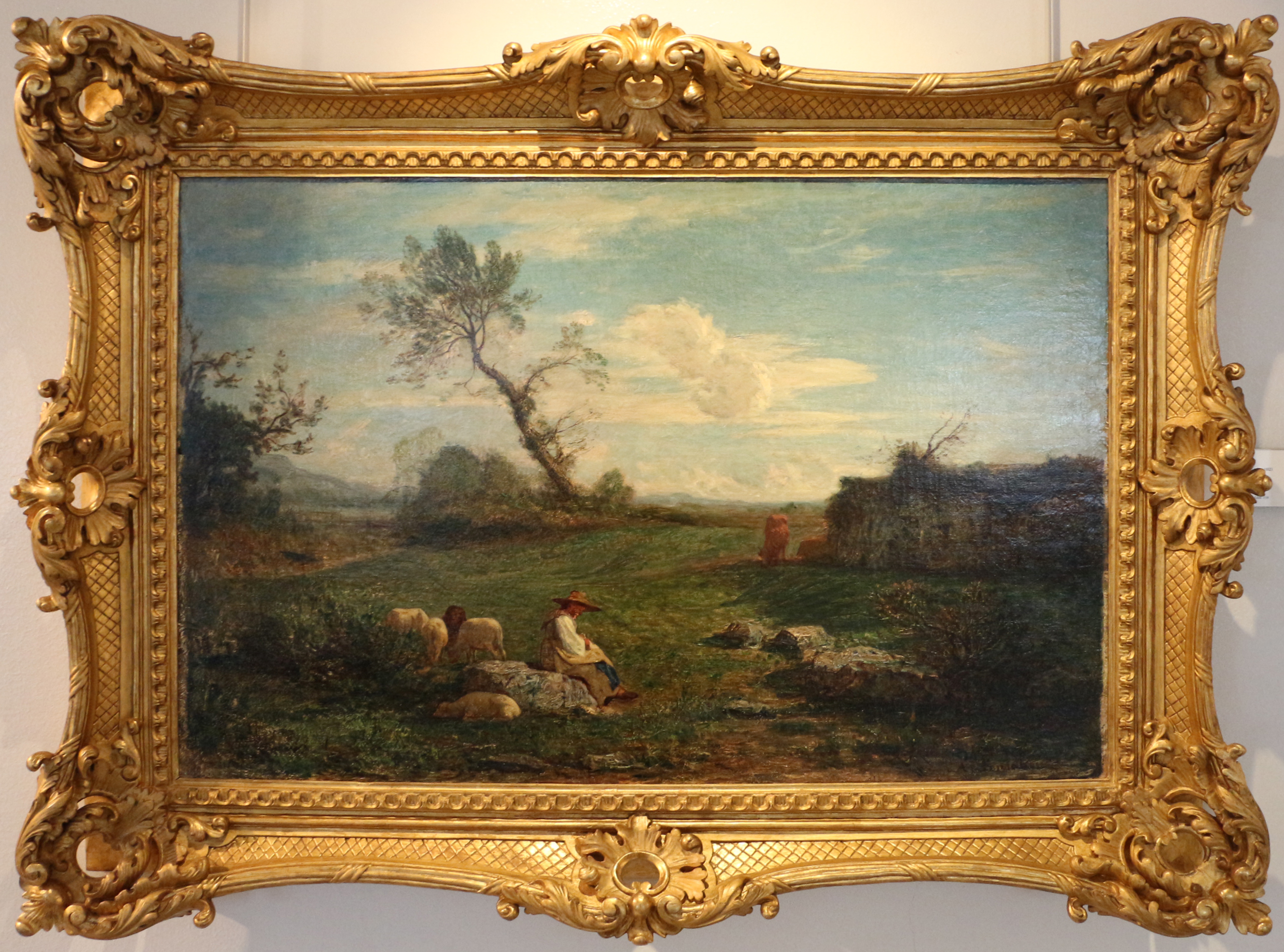
il mattino

## 評伝
- 井関正昭 『画家フォンタネージ』中央公論美術出版、1994年